# Portal de l'Aguda
El Portal de l'Aguda és un portal del nucli de l'Aguda, al municipi de Torà (Solsonès), inclòs a l'Inventari del Patrimoni Arquitectònic de Catalunya.

## Descripció
Es tracta d'un portal que aprofita els baixos de dues cases per comunicar dos punts del nucli de l'Aguda.

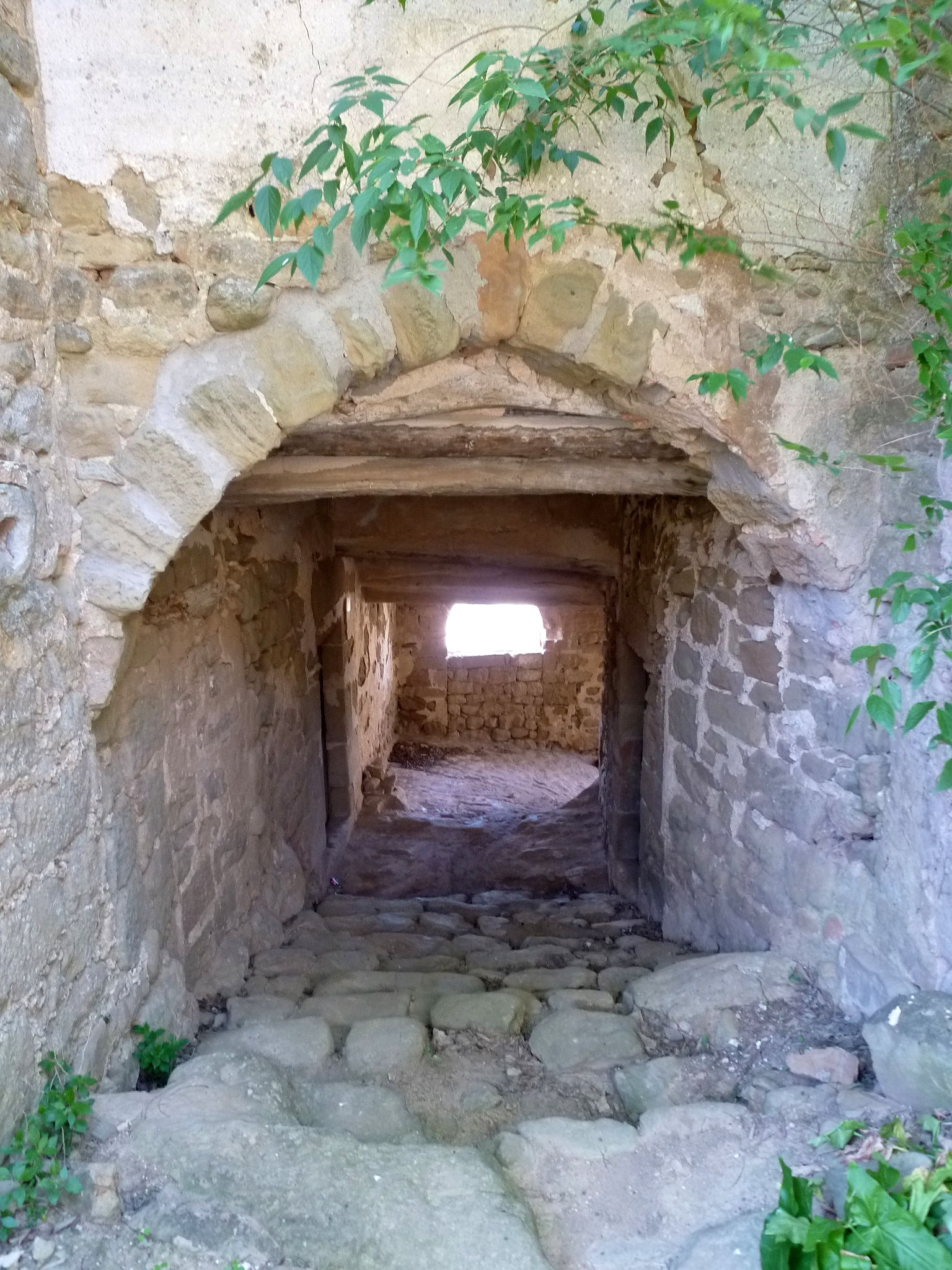
Boca nord del portal

Aquest passatge salva el desnivell entre els dos extrems mitjançant esgraons i un pendent del 10%. Es tracta d'un passatge en forma "L" invertida amb una estructura arquitravada que deixa entreveure les antigues bigues de fusta, actualment molt malmeses. L'accés que trobem a la boca Nord està format per una gran arcada d'arc de mig punt dovellada, mentre que la boca Oest presenta una portada rectangular. A l'articulació del passatge apareix una porta mig tapiada amb arc de mig punt que il·lumina l'interior del portal. Dins aquest s'obren dues portes rectangulars que donen accés als habitatges, avui molt malmesos.